# 흑연 층간 물질

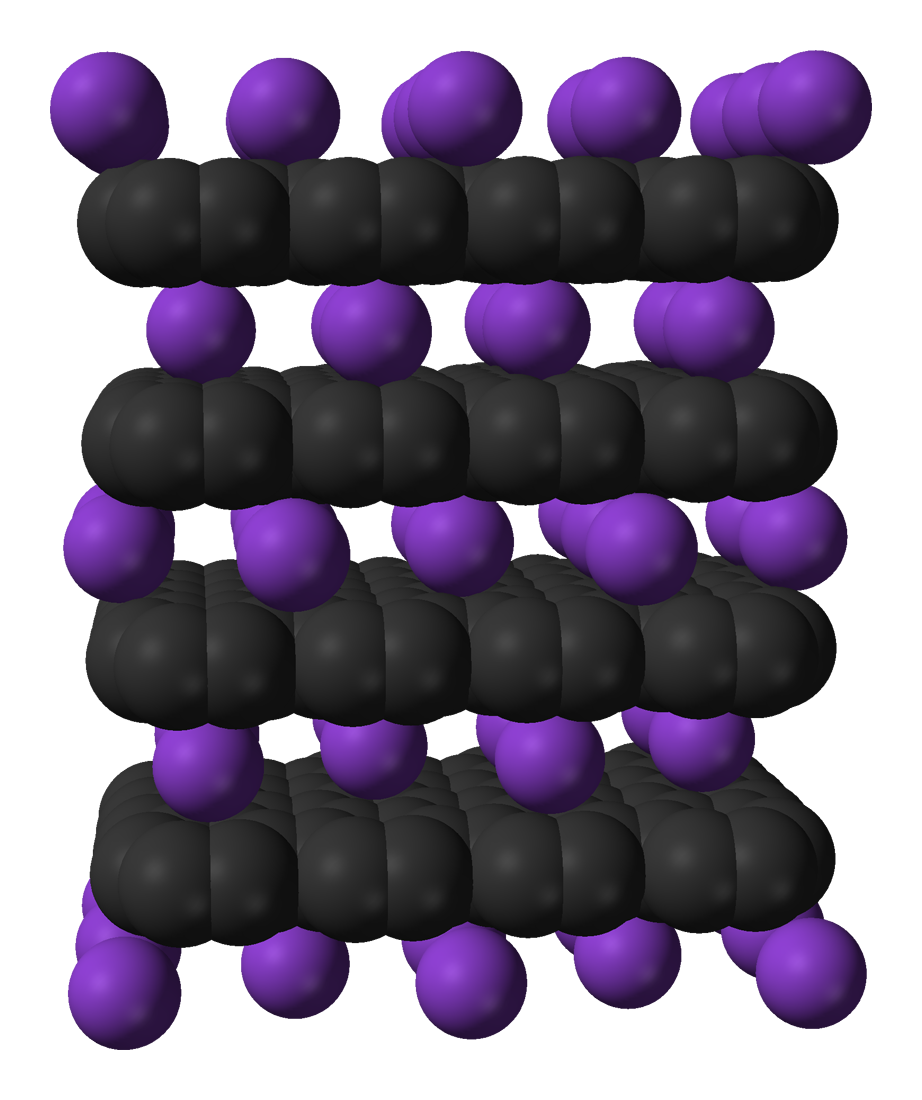
칼륨 흑연. 흑연층 사이에 칼륨을 끼워 넣은 구조(옆모습)

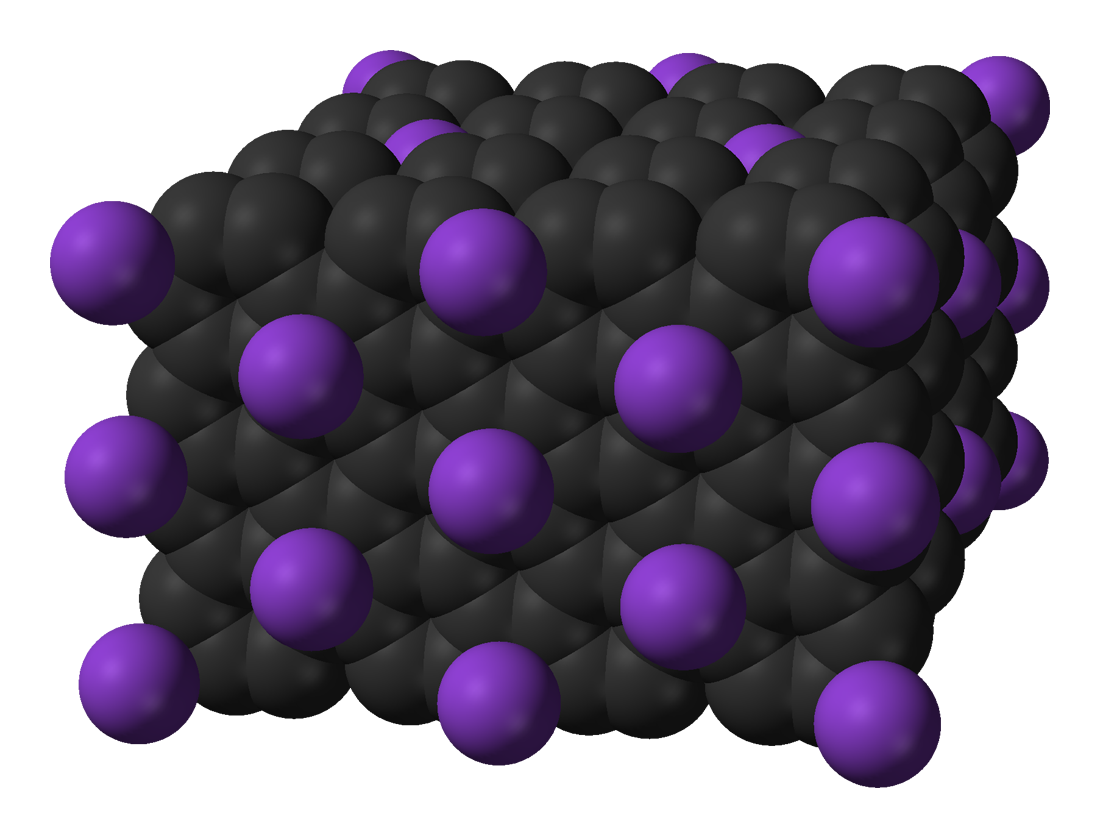
칼륨 흑연. 흑연층 사이에 칼륨을 끼워 넣은 구조 (윗모습)

흑연 층간 물질(黑鉛層間物質, 영어: Graphite intercalation compound)은 흑연 사이에 다른 물질을 끼워넣은 화합물이다. 흑연의 각 층은 서로 상호 작용을 하는 상태로 유지하고 있으며, 그 사이에 분자나 원자가 끼워 들어간 형태이다. 보통 금속 원자를 끼워 넣은 물질이 많이 존재하며, 금속과 흑연이 결합을 할 때, 금속의 자유 전자가 흑연 층으로 이동하여 보통 평면상의 전기 전도도가 증가한다. 만약 플루오르화물이나 산화물이 끼워 들어가서 흑연과 공유 결합을 하게 되면 전기 전도도는 감소하게 된다.
최근 칼슘(Ca)이 들어간 흑연 층간 물질에서 고온 초전도성이 나타나 주목받고 있으며, 전자-포논 상호작용(electron-phonon interaction)이 그 주된 원인이 될 것이라고 예상하고 있다.

## 역사
흑연 층간 물질은 1861년 P. Schaffautl에 의해서 처음 합성되었으나 1930년대가 돼서야 체계적인 연구가 진행되었다. 다양한 분자나 원자를 흑연 층 사이에 끼워 넣을 수 있으며, 이 물질에 따라 전기 전도성이 결정된다. 금속을 넣은 경우에는 금속의 자유 전자가 흑연으로 이동하여 흑연 층 내부에서 움직일 수 있는 자유 전자의 개수가 늘어나며, 따라서 물질의 평면 방향 전기 전도도가 증가하게 된다. 플루오르화물이나 산화물을 넣은 경우에는 흑연의 전자가 플루오린이나 산소 쪽으로 끌려가면서 흑연을 이루는 탄소의 sp²결합이 약해지고, 결국 전기 전도도도 감소하게 된다.
1965년 처음으로 알칼리 금속(칼륨(K), 루비듐(Rb), 세슘(Cs))을 넣은 흑연 층간 물질에서 초전도 현상이 나타났으며, 이 화합물의 화학식은 C8A(A=K,Rb,Cs)이고, 초전도성 임계 온도는 모두 1K 이하로 매우 낮았다. 이 후, 큰 압력을 가해서 좀 더 금속의 농도를 증가시킨 물질(C6K, C8K, C4Na, C2Na)들을 합성하였고, C2Na의 경우 임계 온도가 5K으로 가장 크게 나타났다.
흑연 층간 물질에서의 초전도 현상이 더 주목받은 이유는 순수한 흑연에서는 초전도 현상이 전혀 나타나지 않기 때문이다. 또한 2001년에 발표된 이붕화 마그네슘(MgB2)의 초전도 현상과 비슷한 측면이 있기 때문에 더욱 주목받을 수 있었다.
2005년 10월 영국의 런던 대학교(University College London)와 케임브리지 대학교(University of Cambridge) 등의 연구소에서 이터븀(ytterbium)과 칼슘(Ca)을 층간 물질로 끼워 넣은 구조에서 각각 초전도성 임계 온도가 6.5K과 11.5K에서 초전도 현상이 나타나는 것을 발견하였고, Nature Physics지에 발표하였다. 많은 사람들이 같은 구조에서도 임계 온도가 다양하게 나타나는 것에 관심을 가졌으며, 칼슘(Ca)의 경우 특히 더 높은 임계 온도가 나타나는 원인을 집중적으로 연구하기 시작했다.
이후 이에 관련된 많은 논문이 쏟아져 나왔고, 전반적인 결론은 전자-포논 상호작용(electron-phonon interaction)이 칼슘(Ca)의 경우 굉장히 강하게 나타나서 임계 온도가 높게 나타나는 것으로 생각하고 있다.

## 초전도성

### 전기적, 자기적 특징
온도 변화에 따른 전기 저항과 자기 모멘트를 측정하면, 초전도 현상을 확인할 수 있다. 칼슘(Ca)-흑연 층간 물질은 온도가 감소하면 전기 저항이 점점 감소하다가, 11K에서 갑자기 0.8({\displaystyle \mu \Omega }cm)에서 0({\displaystyle \mu \Omega }cm)으로 급격하게 떨어진다. 이것은 모든 초전도체에서 공통으로 나타나는 현상으로, 금속과 구분할 수 있는 기준이 된다. 보통 금속은 온도가 감소하면 전기 저항이 연속적으로 감소하고, 온도가 절대 영도가 되어도 약간의 전기 저항은 가지고 있다. 초전도체는 임계 온도 이상에서는 보통 금속과 같은 특징을 보이며, 임계 온도 이하에서만 전기 저항이 0로 떨어지는 초전도 현상을 보이는데, 칼슘(Ca)-흑연 층간 물질의 경우에는 11K을 초전도체 임계 온도라고 생각할 수 있고, 이 온도 이하에서는 초전도 현상을 보인다고 할 수 있다.
초전도체에서는 마이스너 효과(Meissner effect)가 나타나기 때문에 임계 온도 아래에서는 반자성을 띠게 된다. 즉, 물체 내의 자기 모멘트가 음수가 되어 외부에서 걸어준 자기장을 상쇄시키고, 결국 물체 내의 자기장은 0이 된다. 임계 온도 이상에서는 보통 금속과 동일하므로, 자기 모멘트가 0이고, 임계 온도 이하로 온도가 내려가면 갑자기 자기 모멘트가 음수로 바뀌면서 반자성을 띠게 된다.

### 강한 전자-포논 상호작용(electron-phonon interaction)
BCS 이론은 처음으로 초전도 현상을 양자역학적으로 설명한 이론으로, 여기에서 제시한 전자와 포논 사이의 상호작용은 저온 초전도체의 초전도 현상을 굉장히 잘 설명한다. 칼슘(Ca)-흑연 층간 물질의 임계 온도는 11.5K으로 꽤 높기 때문에 BCS 이론으로 초전도 현상을 정확하게 설명할 수 없지만, 여기에서 조금 더 발전된 강한 전자-포논 상호작용(strong electron-phonon interaction)으로 대략적으로 설명할 수 있다.
강한 전자-포논 상호작용도 마찬가지로 페르미 준위 근처의 전자들이 포논과 에너지를 주고 받아서 서로의 운동에 영향을 주게 된다. 이때 우리는 이 상호작용의 상대적인 크기,{\displaystyle \lambda },를 결정할 수 있고, 엘리아쉬 스펙트럴 함수(Eliashberg Spectral Function),{\displaystyle \alpha ^{2}F(\omega )}, 에 의해서 정해진다.
{\displaystyle \lambda (\omega )=2\int _{-\infty }^{\omega }d\omega '\alpha ^{2}F(\omega ')/\omega '}
이것은 전자의 에너지 밴드, 포논의 분산에 의해서 결정되며, 칼슘(Ca)-흑연 층간 물질의 경우에는 칼슘(Ca)의 평면 방향 포논과 탄소(C)의 수직 방향 포논의 기여가 다른 방향에 비해서 굉장히 크고, 이 영향이 높은 임계 온도를 나타낼 것이라고 예상된다.

## 같이 보기
- 이붕화 마그네슘

## 참고 문헌
1. ↑  전반적인 개괄 Intercalation compounds of graphite, M.S. Dresselhaus and G. Dresselhaus, Advances in Physics, Vol. 30, pp. 139-326, 1981, also reprinted as Advances in Physics, Vol. 51, pp. 1-186, 2002.
2. ↑  Nomenclature and terminology of graphite intercalation compounds Hanns-Peter Boehm, Ralph Setton, Eberhard Stumpp Pure & Appl. Chem., Vol. 66, No. 9, pp. 1893-1901, 1994 Article
3. ↑  P.Schaffautl, J.Prakt. Chem. Vol.21, pp.155 1861
4. ↑  Superconductivity in Graphitic Compounds, N.B.Hanny et al., Physical Review Letters. Vol.14, pp.225 1965 abstract[깨진 링크(과거 내용 찾기)]
5. ↑  I.T.Belash et al., Synth. Met. Vol.32, pp.47 1990; Vol.34, pp.455 1990
6. ↑  Superconductivity at 39 K in magnesium diboride, J.Nagamatsu et al., Nature (London) Vol.410, pp.63 2001 abstract
7. ↑  superconductivity in the intercalated graphite compounds C6Yb and C6Ca, Thomas E. Weller at al., Nature physics, Vol. 1, pp.39-41, 2005 abstract
8. ↑  Specific Heat of the Ca-Intercalated Graphite Superconductor CaC6, J.S.Kim et al., Physical Review Letters, Vol.96, 217002 2006 abstract[깨진 링크(과거 내용 찾기)]